# Spathidexia cylindrica
Spathidexia cylindrica là một loài ruồi trong họ Tachinidae.